# マントゥア (キューバ)
マントゥア（Mantua、スペイン語発音: [ˈmantwa]）は、キューバ、ピナール・デル・リオ州の基礎自治体（ムニシピオ）である町。

## 概説
この場所は、1605年にここで座礁した船のイタリア人船員たちが最初に住み着き、マントゥアと名付けた。1719年にはグアネ・デル・ノルテ (Guane del Norte) として、町が創建された。1866年に、基礎自治体となった。
マントゥアは、ホセ・マルティに指導された独立闘争が展開されていた1895年に、独立派のアントニオ・マセオが東方から西方への転戦を行なった際に、その終点となった場所であり、キューバの国指定史跡となっている。
基礎自治体は、バリオと呼ばれる行政区に分けられており、Arroyos、Bartolo、Cabezas、Coronel Pozo (Lázaro)、Fidel Pedraja、Guayabo、Macurijes, Mantua、Montezuelo、Pablo Suárez.の各区がある。
ホセ・マルティ通り (Calle José Martí) には、マントゥア公立博物館 (Museo Municipal de Mantua) がある。

## 人口
2004年当時、マントゥアの人口は 26,065人であった。面積は915 km2 (353 sq mi)であり、人口密度は28.5/km2 (74/sq mi)であった。